# Не балуй с Техасом
«Не балуй с Техасом» (англ. Don't Mess with Texas) — американский короткометражный фильм на лесбийскую тематику 2008 года режиссёров Трисии Кук и Керри Шрейдер.

## Сюжет
Лиза и Деб едут по Техасу и не собираются скрывать, что они лесбиянки. Наоборот, их цель — кричать об этом на каждом углу. Остановившись в закусочной «У Чарли», они находят это место чересчур консервативным, где их сексуальная ориентация, похоже, вызовет презрение и негодование. Продемонстрировав лесбо-поцелуй на входе, они горят желанием разворошить это патриархальное провинциальное гнездо. Официантка Милли принимается их обслуживать. Тут в закусочную заходит Эл. Она просит у Милли прощения и говорит, что хочет быть с ней вместе. Их примирение все посетители встречают овацией. Лизе и Деб только и остаётся, что едва не подавиться от удивления.

## Актерский состав
| В ролях        |  | Персонаж |
| -------------- |  | -------- |
| Джинджер Кирнс |  | Лиза     |
| Кендра Хилман  |  | Деб      |
| Керри Шрейдер  |  | Милли    |
| Силас Ховард   |  | Эл       |
| Билли Вудс     |  | Водила   |
| Айлин Кимбол   |  | Чарли    |

## Награды
Фильм получил следующие награды:
| Награды                               | Награды | Награды | Награды            | Награды              |
| ------------------------------------- | ------- | ------- | ------------------ | -------------------- |
| Фестиваль / Премия                    | Год     | Награда | Категория          | Победитель           |
| Hamburg Lesbian and Gay Film Festival | 2009    | Ursula  | Best Lesbian Short | «Не балуй с Техасом» |